# Bellarine Highway
La Bellarine Highway est une route de direction est-ouest longue de 33 km située au Victoria en Australie. Elle part de l'est de Geelong, traverse la péninsule Bellarine jusqu'à Queenscliff. Auparavant désignée sous le nom de State Route 91(), elle a ensuite été renommée B110 (). De l'autre côté de la baie, à Sorrento, la B110 reprend sous le nom de Point Nepean Road puis de Mornington Peninsula Freeway (sud) jusqu'à  Mornington.
À Geelong, la route longeait autrefois la Ryrie Street dans le centre-ville, mais elle a été déplacée d'un certain nombre de blocs vers le sud jusqu'à la rue Mackillop pour enlever les poids lourds de la zone commerciale. La route est la voie d'accès principale à Leopold, qui se trouve sur la route, et Ocean Grove qui est située plus au sud. La route a été progressivement doublée jusqu'à Grubb Road. Elle se termine à Larkin Parade, à Queenscliff d'où part la ligne de ferry de la Peninsula Searoad Transport qui assure la traversée de la baie de Port Phillip pour les voitures et les passagers jusqu'à Sorrente sur la péninsule de Mornington.